# Kristina Nilsdotter (Blake)
Kristina Nilsdotter, död 1254, var dotter till stormannen Nils Blake och den svenska prinsessan Katarina Eriksdotter, kung Erik den helige Jedvardssons dotter.

## Biografi
Kristina gifte sig 1205 med den norske jarlen Håkon galen. Han var halvbror till den norske kungen från 1204 Inge Bårdsson. Kristina och Håkon hade sitt hem i Bjørgvin (Bergen). Med honom fick hon sonen Knut, omkring år 1208. Även Knut erhöll jarltiteln, och han gjorde även anspråk på den norska tronen. Kristina blev änka när Håkon avled av naturliga orsaker 1214, troligen i 40-årsåldern. Då tog hon den unge Knut med sig och återvände till Sverige.
Kristina gifte därefter om sig med lagman Eskil Magnusson, äldre bror till Sveriges mäktigaste man, Birger jarl. De bodde i Skara i Västergötland. Hon hade stora ambitioner för sonen Knut, och fick uppleva att han blev vald till kung 1226 av en del av norrmännen, gift med Skule jarls dotter 1227 och utnämnd till jarl under Skules uppror 1239-1240.

### Snorre Sturlassons besök
Kristina och hennes man blev förevigade när de sommaren 1219 tog emot den än idag berömde hövdingen, skriftställaren och historikern Snorre Sturlasson. Vid sitt besök antecknade Snorre hela tiden, och han anges ha haft goda källor eftersom både Kristina och Eskil var av kunglig ätt och därmed hade mycket att förtälja. En annan orsak till att Snorre kunde få så mycket värdefull information var att Eskil Magnusson vid den tiden uppgavs vara sysselsatt med att skriva Västgötalagen. Vid sin avresa fick Snorre en förnämlig gåva av Eskil Magnusson, nämligen baneret som kung Erik Knutsson av Sverige fört i slaget vid Gestilren år 1210. Detta baner hade efter 1210 förvarats i Kristinas och Eskils hem.